# Paseo de Camoens
El paseo de Camoens es una calle de Madrid (España), entre el paseo de Ruperto Chapí y la calle de Francisco y Jacinto Alcántara, a lo largo del parque del Oeste.

## Historia
El paseo de Camoens recuerda al escritor portugués Luís de Camões, uno de los mayores poetas en lengua portuguesa, que también escribió algunos sonetos en castellano.
El paseo se sitúa en un viejo vertedero que, en 1893, por iniciativa del alcalde  Alberto Aguilera, se reconvirtió en un parque de estilo inglés, poco ornamentado, a diferencia de otros jardines de la villa.

## Homenaje a Tierno Galván
El 11 de abril de 1986, el paseo acogió un festival musical en homenaje a Enrique Tierno Galván, que siendo alcalde promocionó los conciertos en ese espacio, organizado por estudiantes de las universidades Complutense, Autónoma, Politécnica y Universidad Nacional a Distancia, tras el fallecimiento del alcalde madrileño el 19 de enero de ese año.

## Fuente de Juan de Villanueva
En el parque del Oeste, entre el paseo de Camoens y la calle de Francisco y Jacinto Alcántara se encuentra la Fuente de Juan de Villanueva, dedicada al arquitecto Juan de Villanueva, que desde su inauguración en 1952 hasta el 8 de mayo de 1995 estuvo situada en la glorieta de San Vicente y se trasladó al parque en esa fecha a raíz de la reinstalación de la réplica de la desaparecida puerta de San Vicente.
Desde 2003, durante los fines de semana y días festivos, esta calle y el paseo de Ruperto Chapí se cortan al tráfico rodado.

## Esculturas
- Homenaje al Maestro
- Arco de Espacio Irreal Ilusorio "Puerta de Madrid"
- Monumento a Simon Bolivar
- Busto del escritor Juan Montalvo
- Estatua de Eugenio Espejo
- Mapa de España en relieve